# Напіг (Нью-Йорк)
Напіг (англ. Napeague) — переписна місцевість (CDP) в США, в окрузі Саффолк штату Нью-Йорк. Населення — 368 осіб (2020).

## Географія
Напіг розташований за координатами 40°59′40″ пн. ш. 72°4′29″ зх. д. / 40.99444° пн. ш. 72.07472° зх. д. (40.994468, -72.074704).  За даними Бюро перепису населення США в 2010 році переписна місцевість мала площу 9,73 км², з яких 9,53 км² — суходіл та 0,21 км² — водойми.

## Демографія
Згідно з переписом 2010 року, у переписній місцевості мешкало 200 осіб у 107 домогосподарствах у складі 60 родин. Густота населення становила 21 особа/км².  Було 762 помешкання (78/км²).
Расовий склад населення:
| - 95,5 % — білих - 1,5 % — азіатів - 1,0 % — чорних або афроамериканців - 0,5 % — корінних американців |

До двох чи більше рас належало 1,5 %. Частка іспаномовних становила 3,0 % від усіх жителів.
За віковим діапазоном населення розподілялося таким чином: 14,5 % — особи молодші 18 років, 59,5 % — особи у віці 18—64 років, 26,0 % — особи у віці 65 років та старші. Медіана віку мешканця становила 55,4 року. На 100 осіб жіночої статі у переписній місцевості припадало 92,3 чоловіків;  на 100 жінок у віці від 18 років та старших — 90,0 чоловіків також старших 18 років.
За межею бідності перебувало 17,1 % осіб, у тому числі 0,0 % дітей у віці до 18 років та 64,3 % осіб у віці 65 років та старших.
Цивільне працевлаштоване населення становило 132 особи. Основні галузі зайнятості: мистецтво, розваги та відпочинок — 40,9 %, фінанси, страхування та нерухомість — 24,2 %, науковці, спеціалісти, менеджери — 13,6 %, роздрібна торгівля — 8,3 %.